# Marszewo (powiat koniński)
Marszewo – wieś w Polsce położona w województwie wielkopolskim, w powiecie konińskim, w gminie Kleczew. W czasach PRL stał tam pałac. Park jest największym dziedzictwem tej miejscowości.
W latach 1975–1998 miejscowość administracyjnie należała do województwa konińskiego.